# پارک شی اون
پارک شی اون (کره‌ای: 박시은؛ زادهٔ ۱ اوت ۲۰۰۱) خواننده و بازیگر اهل کره جنوبی است. پس از آغاز فعالیت به عنوان بازیگر کودک در سال ۲۰۱۴، او در چندین فیلم و مجموعهٔ تلویزیونی حضور پیدا کرد و برندهٔ جایزهٔ بهترین بازیگر زن جوان در مراسم جوایز درامای اس‌بی‌اس ۲۰۱۸ به خاطر نقشش در هنوز ۱۷ شد. او در جی‌وای‌پی انترتینمنت، هم کارآموز بازیگری و هم کارآموز خوانندگی بود اما در سال ۲۰۱۹ پس از اینکه جی‌وای‌پی اکتورز منحل شد، او کمپانی را ترک کرد. پس از امضای قرارداد با های آپ انترتینمنت در دسامبر ۲۰۱۹، او به عنوان عضوی از گروه دخترانهٔ استی‌سی در نوامبر ۲۰۲۰ فعالیت خود را آغاز کرد. او دختر بازیگر پارک نام-جونگ، یکی از مشهورترین بازیگران دههٔ ۱۹۸۰ میلادی در کره جنوبی، است.

## فیلم‌شناسی

### فیلم
| سال  | عنوان       | نقش          | منابع |
| ---- | ----------- | ------------ | ----- |
| ۲۰۱۵ | پیش‌بینی عشق | کانگ جون هی  | [ ۷ ] |
| ۲۰۱۸ | خواب طلایی  | جون سون یونگ |       |

### مجموعه تلویزیونی
| سال  | عنوان                      | نقش                  | منابع  |
| ---- | -------------------------- | -------------------- | ------ |
| ۲۰۱۴ | جوخه پلوتون                | جین سون می           |        |
| ۲۰۱۴ | غرور و تعصب                | هان یول مو (جوانی)   | [ ۸ ]  |
| ۲۰۱۵ | شش اژدهای پرنده            | یون هی (جوانی)       | [ ۹ ]  |
| ۲۰۱۶ | سیگنال                     | اوه اون جی           | [ ۱۰ ] |
| ۲۰۱۶ | همسر خوب                   | لی سو یون            | [ ۱۱ ] |
| ۲۰۱۶ | به آزمایشگاه من خوش آمدی ۲ | جنی                  | [ ۱۲ ] |
| ۲۰۱۶ | جنتلمن                     | اوه یونگ اون (جوانی) | [ ۱۳ ] |
| ۲۰۱۷ | ملکه هفت روزه              | شین چه کیونگ (جوانی) | [ ۱۴ ] |
| ۲۰۱۷ | ذهن‌های جنایتکار            |                      | [ ۱۵ ] |
| ۲۰۱۷ | درخشش باران                | ها مون سو (جوانی)    | [ ۱۶ ] |
| ۲۰۱۸ | هنوز ۱۷                    | وو سو ری (جوانی)     | [ ۱۷ ] |
| ۲۰۱۹ | دلقک تاجدار                | چوی که هوان          | [ ۱۸ ] |
| ۲۰۱۹ | همه چی و هیچ چیز           | آن سو یون            | [ ۱۹ ] |
| ۲۰۲۰ | بار مرموز                  | وول جو (جوانی)       | [ ۲۰ ] |

### ورایتی شو
| سال  | عنوان                                           | منابع  |
| ---- | ----------------------------------------------- | ------ |
| ۲۰۱۲ | استار جونیور شو بون‌گوپانگ                       | [ ۲۱ ] |
| ۲۰۱۳ | نمایش نامحدود (فصل‌های ۴–۵)                      | [ ۲۲ ] |
| ۲۰۱۳ | بچه‌ها نعمت زندگی هستند                          | [ ۲۳ ] |
| ۲۰۱۳ | استار فمیلی شو                                  | [ ۲۴ ] |
| ۲۰۱۴ | هپی توگدر (فصل ۳)                               | [ ۲۵ ] |
| ۲۰۱۸ | هپی توگدر (فصل ۴)                               | [ ۲۶ ] |
| ۲۰۱۹ | پادشاه خواننده نقابدار (۱۰۱مین نسل پادشاه ماسک) | [ ۲۷ ] |

### میزبان
| سال  | عنوان                            | تقش       | توضیحات               | منابع  |
| ---- | -------------------------------- | --------- | --------------------- | ------ |
| 2016 | اینکیگایو                        | مجری ویژه | همراه جکسون           | [ ۲۸ ] |
| ۲۰۲۱ | اینکیگایو                        | مجری ویژه | همراه سونگ‌چان و جی‌هون | [ ۲۹ ] |
| ۲۰۲۲ | یازدهمین جوایز موسیقی جدول گائون | مجری      | همراه دویونگ و جه‌جه   | [ ۳۰ ] |

## جوایز و نامزدی‌ها
| سال  | مراسم جایزه         | دسته                  | اثر نامزد شده | نتیجه    | منابع  |
| ---- | ------------------- | --------------------- | ------------- | -------- | ------ |
| ۲۰۱۷ | جوایز درامای کی‌بی‌اس | بهترین بازیگر زن جوان | ملکه هفت روزه | نامزدشده |        |
| ۲۰۱۸ | جوایز درامای اس‌بی‌اس | بهترین بازیگر زن جوان | هنوز ۱۷       | برنده    | [ ۳۱ ] |